# Leurs enfants après eux
Leurs enfants après eux er en fransk film fra 2024 af Ludovic Boukherma og Zoran Boukherma.

## Medvirkende
- Paul Kircher
- Angelina Woreth
- Sayyid El Alami
- Gilles Lellouche
- Ludivine Sagnier
- Anouk Villemin
- Louis Memmi